# Verzorgingsplaats Vrijenban
Verzorgingsplaats Vrijenban is een Nederlandse verzorgingsplaats, gelegen aan de A13 tussen de aansluitingen Delft-Zuid (10) en Rotterdam The Hague Airport (11). De uitvoegstrook van aansluiting Delft-Zuid loopt over in de invoegstrook voor deze oprit.
De verzorgingsplaats heeft diverse eetgelegenheden.
De naam komt van de ambachtsheerlijkheid Vrijenban. Deze gemeente is grotendeels opgegaan in de plaats Delft waar Vrijenban nog als wijk bestaat. Delfgauw en Oude Leede behoorden ook tot Vrijenban, en zijn opgegaan in Pijnacker (thans Pijnacker-Nootdorp).
Aan de andere kant van de snelweg ligt verzorgingsplaats Ruyven.
Richting Rotterdam:
Vrijenban
Richting Rijswijk:
Ruyven